# Thrasher (U-Boot)
HMS Thrasher (Kennung: N37) war ein U-Boot der Royal Navy im Zweiten Weltkrieg.

## Geschichte
Die Kiellegung der Thrasher erfolgte am 14. November 1939 bei Cammell, Laird & Company in Birkenhead an der britischen Westküste. Nach etwas über einem Jahr Bauzeit lief das U-Boot am 28. November 1940 vom Stapel, die Indienststellung bei der Royal Navy fand am 14. Mai 1941 statt.
Nach ersten Erprobungsfahrten vor der britischen Küste wurde das Boot im Juli 1941 ins Mittelmeer verlegt. Auf dem Anmarsch ins Feindgebiet beschädigte die Thrasher einen französischen Fischkutter mit Geschützfeuer so schwer, dass dieser aufgegeben werden musste. In den folgenden Einsatzmonaten im Mittelmeer versenkte das U-Boot 16 weitere Schiffe, die meisten davon im östlichen Mittelmeer. Am 26. Juli 1942 wurde die Trasher vor Port Said irrtümlich von einem britischen Swordfish-Torpedobomber angegriffen und beschädigt. Das U-Boot musste für länger als einen Monat zur Reparatur nach Alexandria. Zum Jahresende 1942 kehrte das Boot nach Großbritannien zurück, wo es vor der schottischen Küste mit dem Training für den Einsatz während der Operation Source begann.
Am 11. September 1943 verließ die Thrasher im Rahmen der Operation Source mit dem Kleinst-U-Boot X5 im Schlepptau die U-Bootbasis Loch Cairnbawn und fuhr in Richtung Norwegen. Am 20. September wurde X5 etwa 100 Kilometer westlich des Ziels, dem deutschen Schlachtschiff Tirpitz im nordnorwegischen Altafjord, aus dem Schlepp entlassen und setzte seinen Weg allein fort. Nachdem die Kleinst-U-Boote am 28. September nicht zu den wartenden Schlepp-U-Booten zurückgekehrt waren, fuhr die Thrasher gemeinsam mit den anderen Booten wieder nach Schottland.
Nach weiteren Übungseinsätzen vor Schottland wurde das Boot Ende 1944 in den Pazifik verlegt und operierte von nun an in Südostasien, besonders im Golf von Thailand und vor Burma. Bis Ende Juli 1945 versenkte das U-Boot 23 zumeist kleinere japanische Boote. Mit dem Kriegsende im August wurde das Boot wieder nach England zurückbeordert, wo es bald außer Dienst gestellt wurde. Die Thrasher wurde im März 1947 in Briton Ferry in Wales verschrottet.

## Kommandanten
- Lt. Patrick James Cowell (21. Januar 1941 bis 12. Oktober 1941)[3]
- Lt. Hugh Stirling Mackenzie (12. Oktober 1941 bis 3. März 1943)[4]
- Lt.Cdr. Arthur Richard Hezlet (3. März 1943 bis 15. Oktober 1943)[5]
- Lt. Hugo Rowland Barnwell Newton (15. Oktober 1943 bis 21. April 1944)[6]
- Lt. Michael Frederic Roberts Ainslie (21. April 1944 – Oktober 1945)[7]

## Kampferfolge (Auswahl)
siehe auch: Detaillierte Geschichte der T-Klasse
| Datum             | |
| ----------------- | --- |
| 17. Juli 1941     | Vor San Sebastian in der Biskaya wurde das französische Fischfangfahrzeug Virgio Fidelis (129 BRT) mit Bordartillerie angegriffen und schwer beschädigt. Die Virgo Fidelis strandete anschließend und wurde als Totalverlust aufgegeben. |
| 20. August 1941   | Vor Kap Malea (Griechenland) wurde das griechische Segelschiff San Stefano mit Bordartillerie versenkt. |
| 28. Oktober 1941  | Nordöstlich von Bengasi wurde das italienische Segelschiff Esperia (384 BRT) mit dem Deckgeschütz versenkt. |
| 25. November 1941 | 20 Seemeilen östlich von Brindisi (Italien) wurde bei 40° 37′ N, 18° 27′ O der italienische Frachter Attilio Deffenu (3510 BRT) torpediert und versenkt.                                                                                 |
| 10. Januar 1942   | 35 Seemeilen nordöstlich von Kap Dukato (Griechenland) wurde bei 38° 59′ N, 19° 59′ O der italienische Frachter Fedora (5016 BRT) torpediert und versenkt.                                                                               |
| 9. April 1942     | 20 Seemeilen west-süd-westlich von Bengasi wurde bei 31° 49′ N, 19° 42′ O der italienische Frachter Gala (1029 BRT) torpediert und versenkt.                                                                                             |
| 13. April 1942    | Südwestlich von Bengasi bei 31° 26′ N, 18° 56′ O wurde der deutsche Militärtransporter Atlas (2297 BRT) torpediert und versenkt. Im selben Seegebiet wurde der italienische Schlepper Pilo 210 (30 BRT) mit Bordartillerie versenkt.     |
| 19. Mai 1942      | Fünf Seemeilen nordwestlich von Monopoli (Italien) wurde bei 41° 1′ N, 17° 16′ O der italienische Frachter Penelope (1160 BRT) torpediert und versenkt.                                                                                  |
| 23. Juni 1942     | In der Großen Syrte wurde bei 31° 53′ N, 16° 35′ O der italienische Transporter Sant Antonio (1480 BRT) torpediert und versenkt. |
| 29. Juni 1942     | Nördlich von Tobruk (Libyen) wurde bei 33° 30′ N, 23° 30′ O die italienische Sloop Diana (1568 BRT) torpediert und versenkt. |
| 4. September 1942 | 40 Seemeilen nördlich von Tobruk wurde bei 32° 44′ N, 24° 11′ O der italienische Frachter Padenna (1589 BRT) torpediert und versenkt. |
| 12. Oktober 1942  | 15 Seemeilen östlich von Kap Drepano (Chalkidiki) wurde bei 39° 56′ N, 24° 17′ O ein griechisches Segelschiff mit dem Deckgeschütz versenkt.                                                                                             |
| 13. Oktober 1942  | 10 Seemeilen südwestlich von Kap Pinnes (Athos) wurde bei 40° 1′ N, 24° 10′ O ein Segelschiff mit dem Deckgeschütz versenkt. |
| 19. Oktober 1942  | Vor Stampalia (Griechenland) wurde bei 36° 43′ N, 26° 41′ O der italienische Schlepper Roma (130 BRT) mit dem Deckgeschütz versenkt. |
| 20. Oktober 1942  | Zwischen den griechischen Inseln Rhodos und Symi wurde bei 36° 26′ N, 27° 54′ O der italienische Frachter Lero (1980 BRT) torpediert und versenkt.                                                                                       |
| 22. Januar 1945   | Vor der Westküste Siams wurden vier japanische Segelschiffe mit dem Deckgeschütz versenkt. |
| 27. Januar 1945   | Vor der Westküste Siams wurden drei japanische Segelschiffe mit Bordartillerie versenkt. |
| 28. Januar 1945   | Vor der Westküste Siams wurden drei japanische Segelschiffe mit Bordartillerie versenkt. |
| 16. März 1945     | Vor Burma wurde ein japanisches Segelschiff mit dem Deckgeschütz versenkt. |
| 18. März 1945     | Vor der Westküste Burmas wurde ein japanisches Segelschiff mit dem Deckgeschütz versenkt. |
| 19. März 1945     | Vor der Westküste Siams wurden drei japanische Segelschiffe mit dem Deckgeschütz versenkt. |
| 22. Juni 1945     | Vor der Westküste Siams wurden drei japanische Segelschiffe mit dem Deckgeschütz versenkt. |
| 25. Juli 1945     | Nördlich der Malakkastraße wurde ein japanisches Segelschiff mit dem Deckgeschütz versenkt. |
| 27. Juli 1945     | Im nördlichen Teil der Malakkastraße wurden vier japanische Küstenmotorschiffe und ein Segelschiff mit dem Deckgeschütz versenkt. |